# Kartause Mariefred

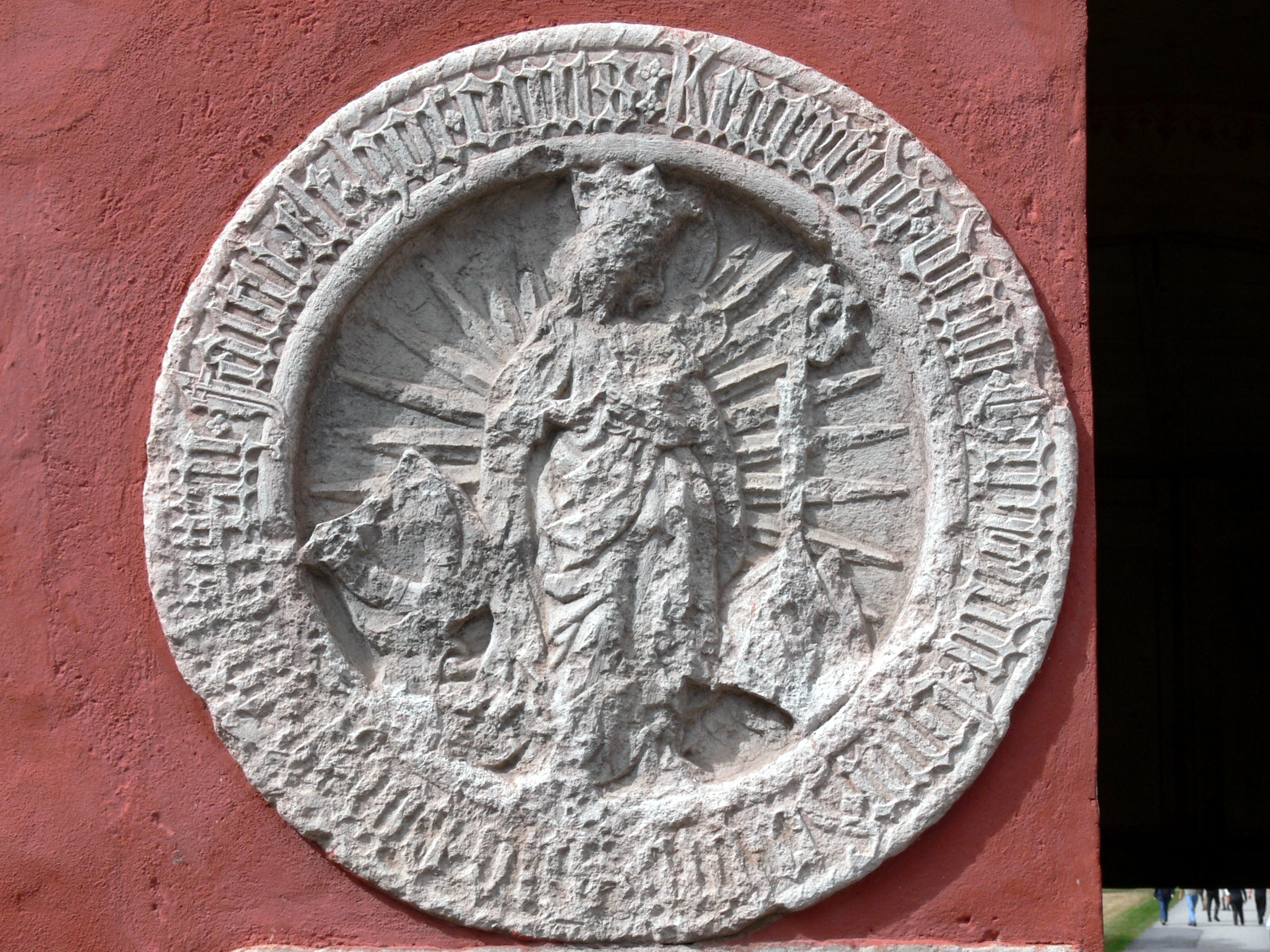
Das Siegel der Kartause Mariefred als Relief an der Fassade des Schlosses Gripsholm

Die Kartause Mariefred, auch als Kartause Gripsholm bezeichnet, war ein Kloster des Kartäuserordens in der heutigen Ortschaft Mariefred, Gemeinde Strängnäs in Schweden. Die Kartause ist die Namensgeberin des Ortes, der vor ihrer Gründung den Namen Gripsholm trug. Mariefred war das einzige Kartäuserkloster in Skandinavien und eine der letzten Klostergründungen Schwedens vor der Reformation.

## Geschichte

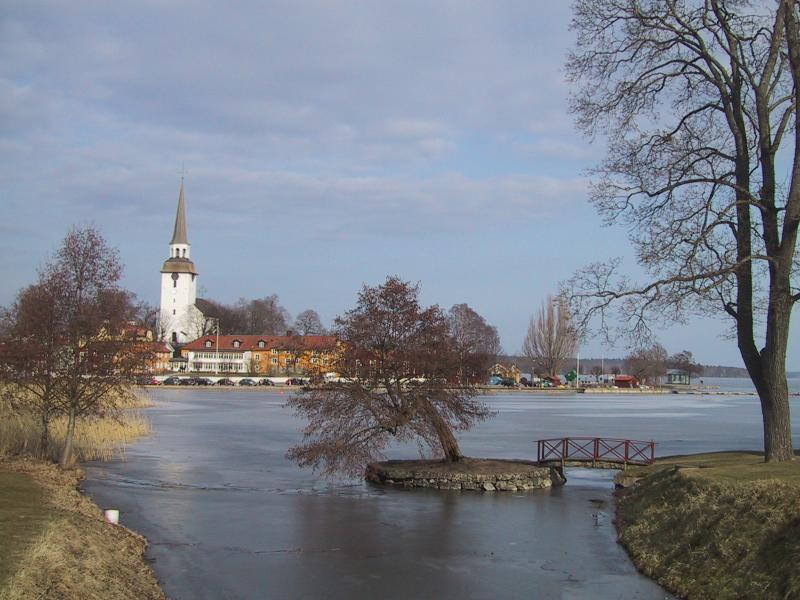
Dorfkirche Mariefred, ehemaliger Standort der Kartause Mariefred

Die Kartause Pax Mariae wurde im Jahr 1493 von Jakob Ulvsson (um 1430–1521), Erzbischof von Uppsala, gegründet. Sten Sture der Ältere (um 1440–1503), Reichsverweser (schwedisch: riksföreståndare) von Schweden, stattete das Kloster mit Gütern in Gripsholm, Södermanland und weiterem Land in der Umgebung aus.
Das Kloster wurde an der Gripsholmbucht des Mälarsees auf einer Anhöhe in der Nähe des heutigen Schlosses Gripsholm errichtet. Die Klosterkirche wurde am 15. Februar 1504 geweiht. Die ersten Mönche kamen aus der Kartause Marienehe bei Rostock.

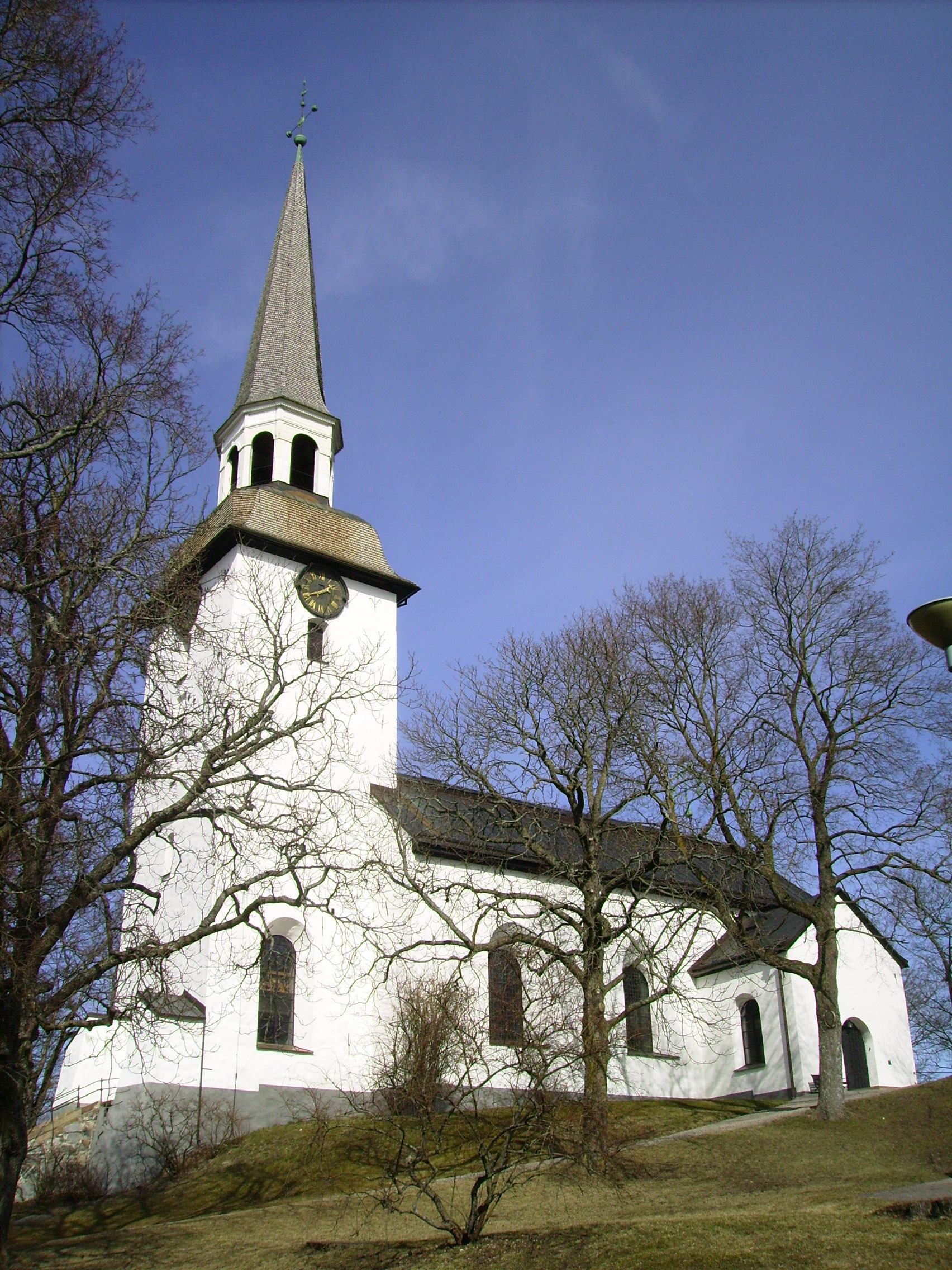
Heutige Dorfkirche, erbaut auf den Grundmauern der Klosterkirche

Bereits 1498 wurde im Kloster eine Buchdruckerei eingerichtet. Das einzige Werk, das heute aus dieser Werkstatt bekannt ist, ist ein Andachtsbuch zur Verehrung des Rosenkranzes. Das Buch wurde in ganz Europa verbreitet und hatte eine starke Wirkung auf das religiöse Leben im späten Mittelalter.
Die Existenz des Klosters Mariefred war von kurzer Dauer. Im Jahr 1526 wurde es als eines der ersten Klöster von Gustav I. Wasa säkularisiert. Bereits im Dezember 1525 beanspruchte Gustav das Klostervermögen, indem er als Erbe des Sten Sture auftrat. Dieser habe den Landbesitz unter der Bedingung an das Kloster gegeben, dass er bei Auflösung des Klosters an seinen Erben zurückfallen solle. Dieser Anspruch wurde Gustav durch den Schwedischen Reichsrat im Januar 1526 bestätigt.

## Gebäude
Nach der Auflösung der Kartause ließ Gustav Wasa die Klosteranlage abbrechen und das Material für den Ausbau von Schloss Gripsholm verwenden. In den 1620er Jahren wurde auf den Grundmauern der Klosterkirche die Dorfkirche Mariefred erbaut.
Bei Ausgrabungen im Süden der Kirche wurden ein Keller und einige Mauerreste entdeckt. Eine kleine Sammlung von Steinen der Klosteranlage wird im Turm der Kirche ausgestellt. Sichtbare Baureste des Klosters existieren nicht.

## Literarische Adaption
August Strindberg beschreibt in seiner Novellensammlung „Svenska öden och äfventyr“ (1882–1891), deutsch: „Schwedische Schicksale und Abenteuer“ (1911), in einer fiktionalen Erzählung die Schaffung eines Altarbildes für das neu erbaute Kloster.
1935 starb Kurt Tucholsky (1890–1935) und wurde 1936 in Mariefred beigesetzt. Die Grabplatte mit der Inschrift „Alles Vergängliche ist nur ein Gleichnis“ (aus Goethes Faust II) wurde erst nach dem Zweiten Weltkrieg auf das Grab gelegt.